# Coprinellus micaceus
Coprinellus micaceus (Pierre Bulliard, 1792 ex Rytas Vilgalys, John Hopple și Jacques Johnson, 2001), sin. Coprinus micaceus (Pierre Bulliard, 1792 ex Elias Magnus Fries, 1838), din încrengătura Basidiomycota în familia Psathyrellaceae și de genul Coprinellus, este o ciupercă saprofită, restrâns comestibilă și în combinație cu consumul de alcool chiar destul de otrăvitoare, cunoscută în popor sub denumirea burete de mică, balegă strălucitoare sau bureți de rouă. Acest soi, în România, Basarabia și Bucovina de Nord foarte comun și răspândit, crește obișnuit în grupuri mari pe sau în imediata apropiere a lemnului putrezit de esență tare, pe cioate, buturugi sau rădăcini de copaci subterane în putrefacție. În același loc pot apărea mai multe serii succesive. Se poate găsi de la câmpie la munte, timpul fructificației fiind din (aprilie) mai până în noiembrie.
Epitetul se trage din cuvântul latin (latină mica=firimitură, granulă), nume cauzat granulației suprafeței în stadiu tânăr.

## Istoric
Numele binomial Agaricus micaceus a fost determinat de savantul francez Pierre Bulliard în volumul 6 al marii sale opere Herbier de la France ou, Collection complette des plantes indigenes de ce royaume etc… din 1792. În 1838, renumitul micolog suedez Elias Magnus Fries a transferat specia la genul Coprinus sub păstrarea epitetului, de verificat în lucrarea sa Epicrisis systematis mycologici, seu synopsis hymenomycetum. Acest taxon este folosit de cele mai multe cărți și articole micologice până în prezent (2019).
Valabilă însă este în momentul de față denumirea Coprinellus micaceus, creată de micologii Rytas Vilgalys, John Hopple și Jacques Johnson, publicată în volumul 50 al jurnalului științific Taxon din 2001.

## Descriere

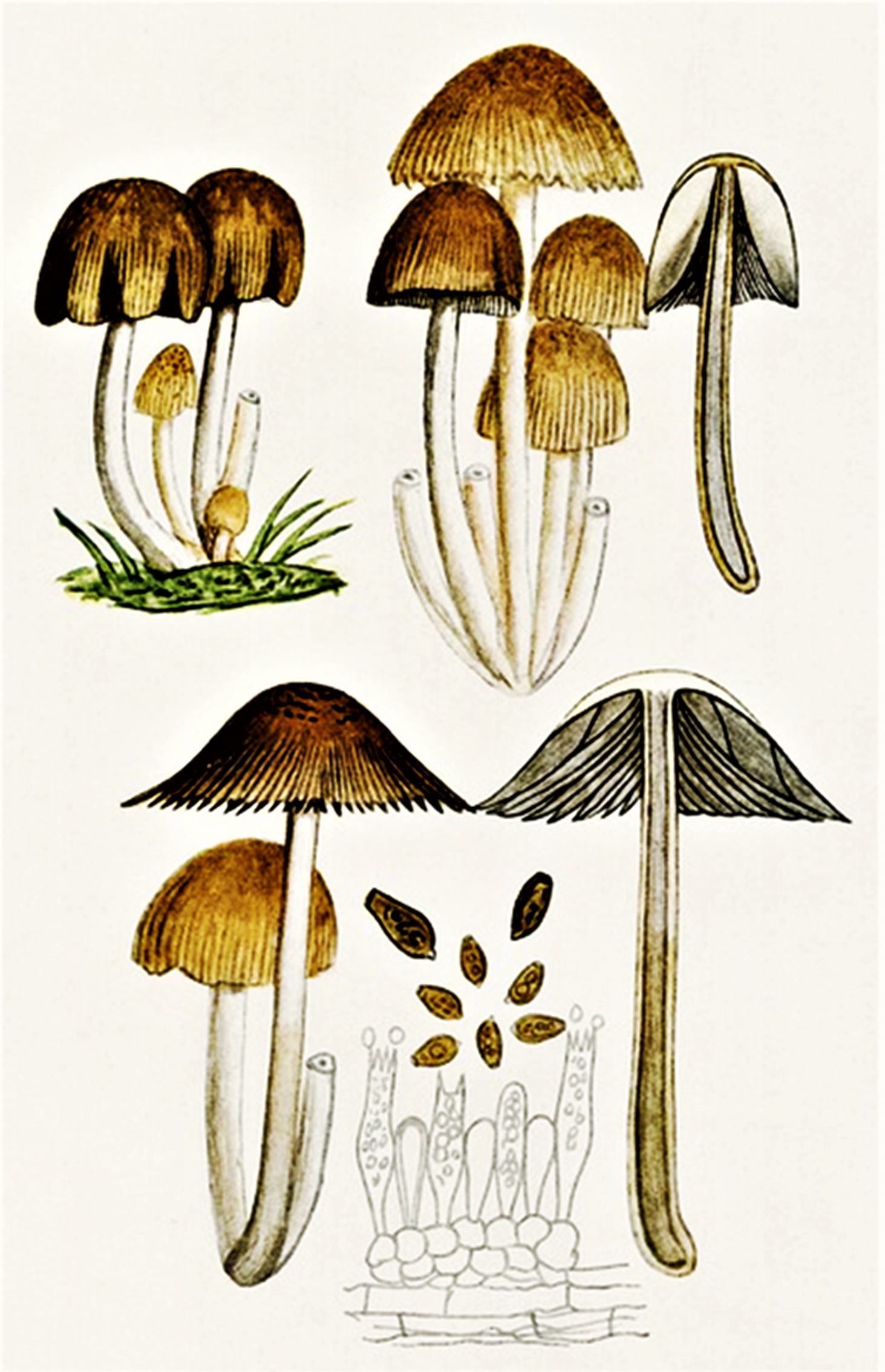
Bres.: Coprinus micaceus

- Pălăria: are un diametru de 2-5 (7) cm și o grosime maximală (în centru) de până la 0,7 cm, este higrofană, în tinerețe ovoidală, ulterior conică până la campanulată cu marginile ridicate în sus, dar fără să fie aplatizată total. Cuticula este brăzdată radiar de o serie de șanțuri fine până spre jumătatea pălăriei. Coloritul este pe vreme umedă mai închis, brun-roșcat, galben-ruginiu sau ocru, pe vreme uscată mai deschis, gălbui-albicios. Inițial exemplarele tinere sunt acoperite de un văl micaceu, ce include numeroase granule mici, albicioase, strălucitoare, cu aspect de mică, ce-i dau un aspect făinos care însă se spală ușor de către ploi.
- Lamelele: sunt foarte aglomerate, spre picior ceva mai groase și spre margine mai subțiri precum destul de înalte, rotunjit aderate la picior, fiind la început albicioase, apoi crem, brun-cenușii până gri-rozalii, iar la maturitate se lichefiază (dar nu complet), își schimbă culoarea și devin brun-negricioase.
- Piciorul: are o lungime de 3-8 (10) cm și o lățime de până la 0,8 cm, fiind cilindric, fragil, fibros și repede gol pe dinăuntru. Coaja albă cu aspect lucios mătăsos este la început acoperită de perișori foarte fini, devenind mai târziu netedă. Baza tijei cu nuanțe de ocru este mai mult sau mai puțin bulbos îngroșată. Nu prezintă un inel.
- Carnea: este subțire, moale și friabilă, cu colorit alb până palid gri care se dizolvă (dar niciodată în întregime) după scurt timp într-o substanță neagră. Mirosul este plăcut dar fără a fi specific, iar gustul la exemplare tinere dulceag. Imediat după cules piciorul trebuie rupt de la pălărie pentru a reduce viteza descompunerii.[5][6]
- Caracteristici microscopice: are spori cu por de germen alungit sunt mici, netezi, elipsoidali, țuguiați spre vârf, ocazional în forma unei mitre inverse, închis bruni  și transparenți, având o mărime de 7-10 × 4,5-5,5 microni. Pulberea lor este negricioasă. Basidiile cu 4 sterigme fiecare sunt cilindrice și măsoară 25-35 × 6-8 microni. Cistidele (celule sterile, de obicei izbitoare, situate în stratul himenal sau printre celulele din pielița pălăriei și a piciorului, probabil cu rol de excreție) de 80-90 x 25-30 microni sunt umflat cilindrice. Pleurocistidele (cistide situate în himenul de pe fețele lamelor) și cheilocistidele (cistide de pe muchia lamelor) sunt veziculare. Prezintă caulocistide (cistide de pe suprafața piciorului unei ciuperci) lunguiețe în formă de sticlă de până la 100 µm.[11]
- Reacții chimice: Carnea și coaja piciorului se colorează cu Hidroxid de potasiu imediat lila-rozaliu.[12][13]

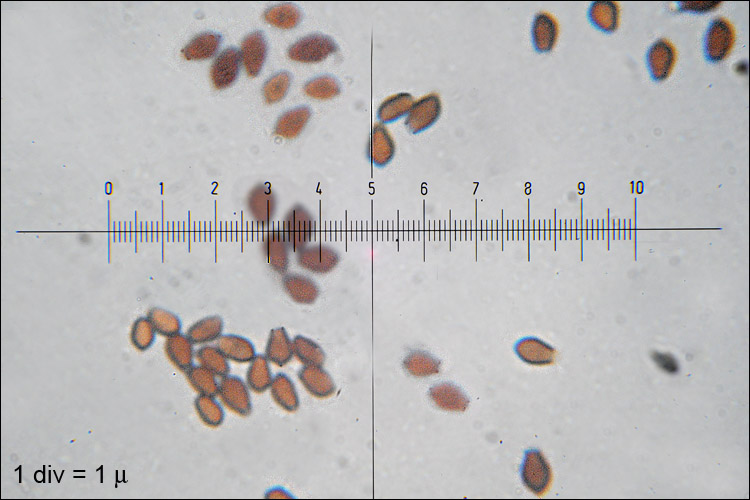
Coprinellus, spori
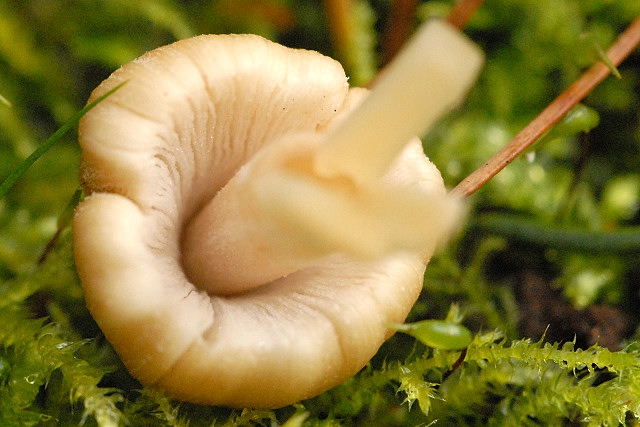
C. micaceus tânăr: lamele
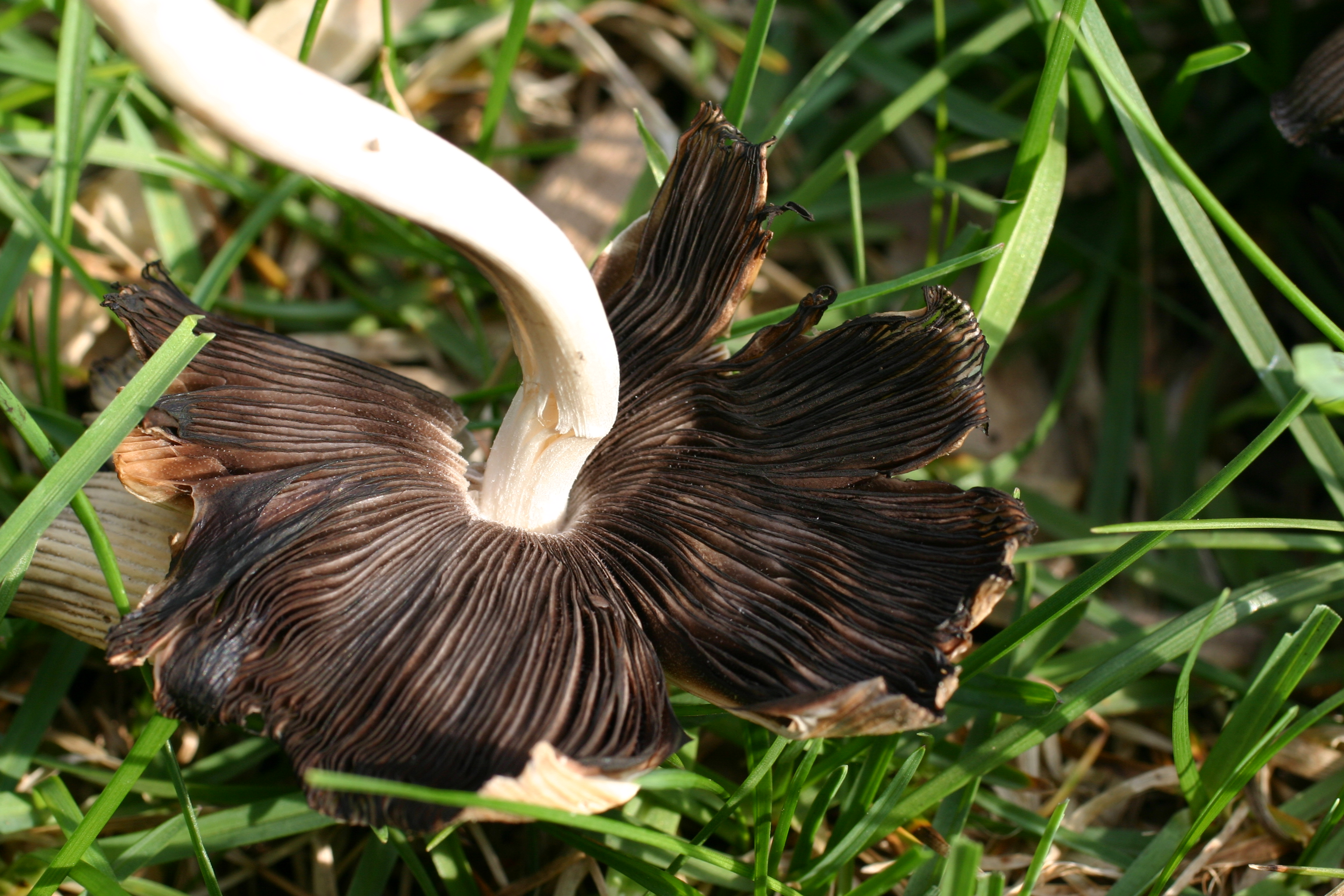
C. micaceus bătrân: lamele și picior
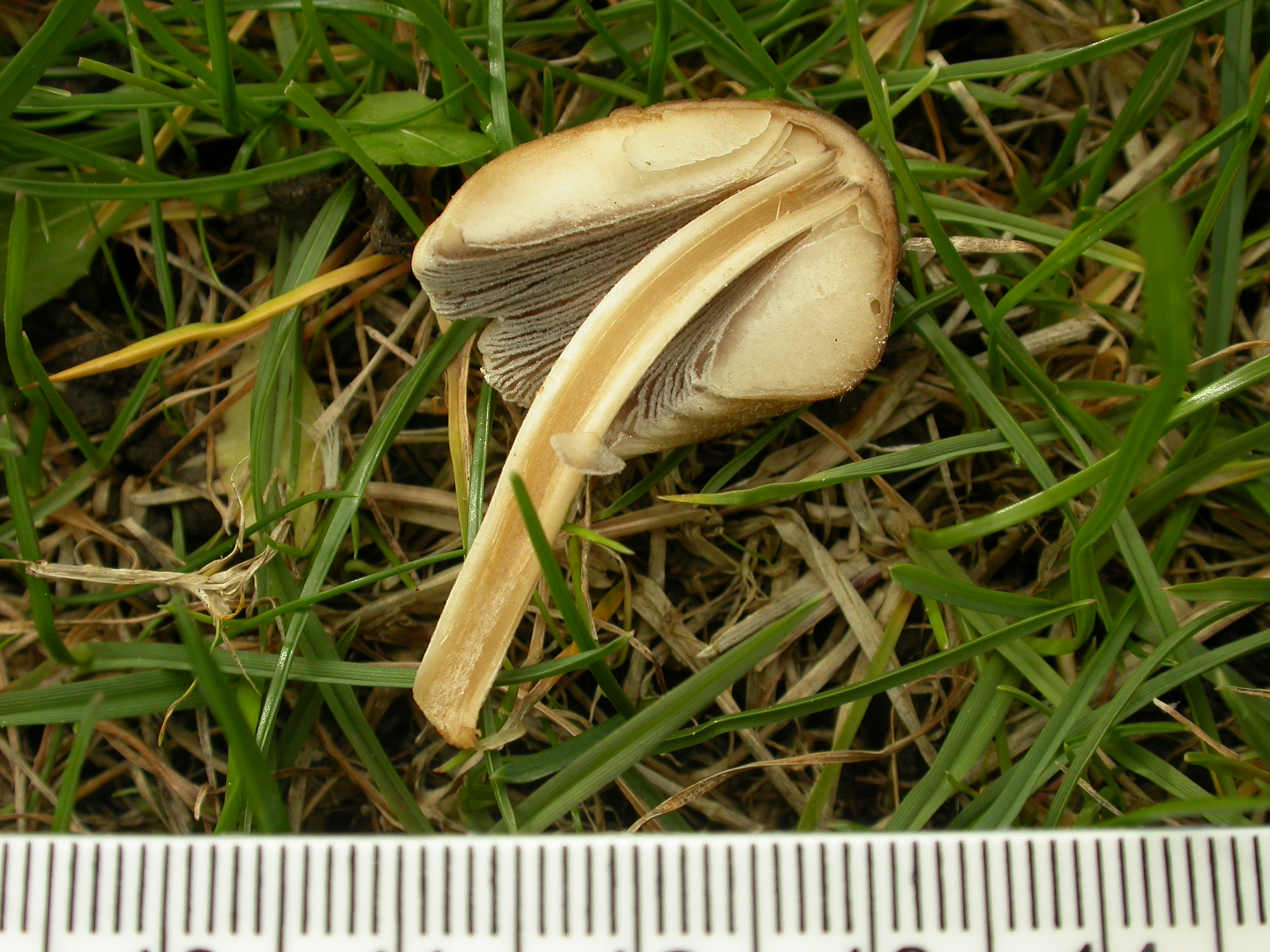
C. micaceus secțiune longitudinală
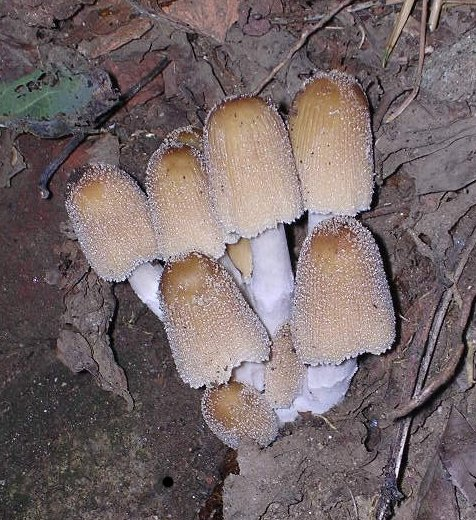
C. micaceus tineri
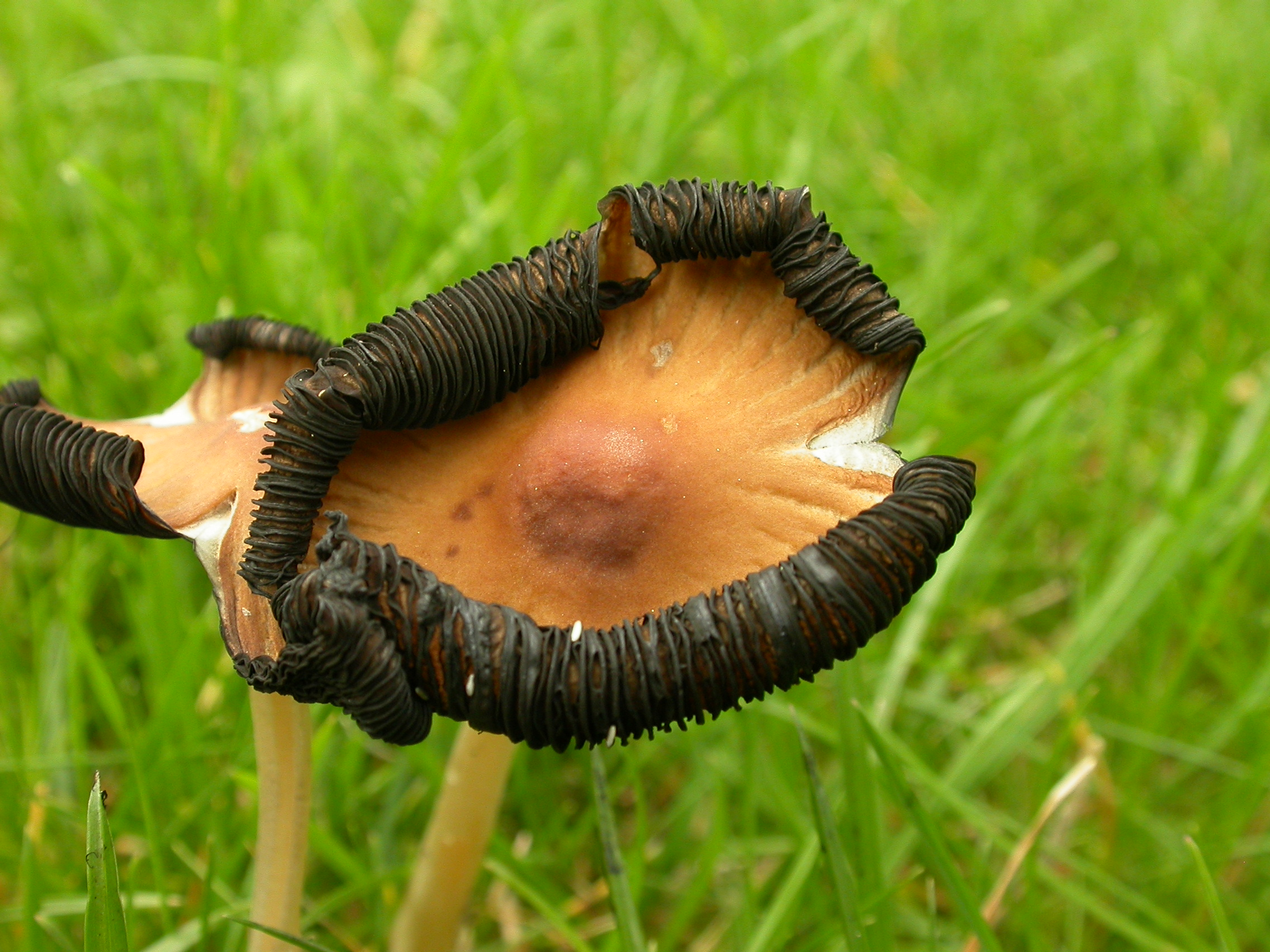
C. micaceus bătrân
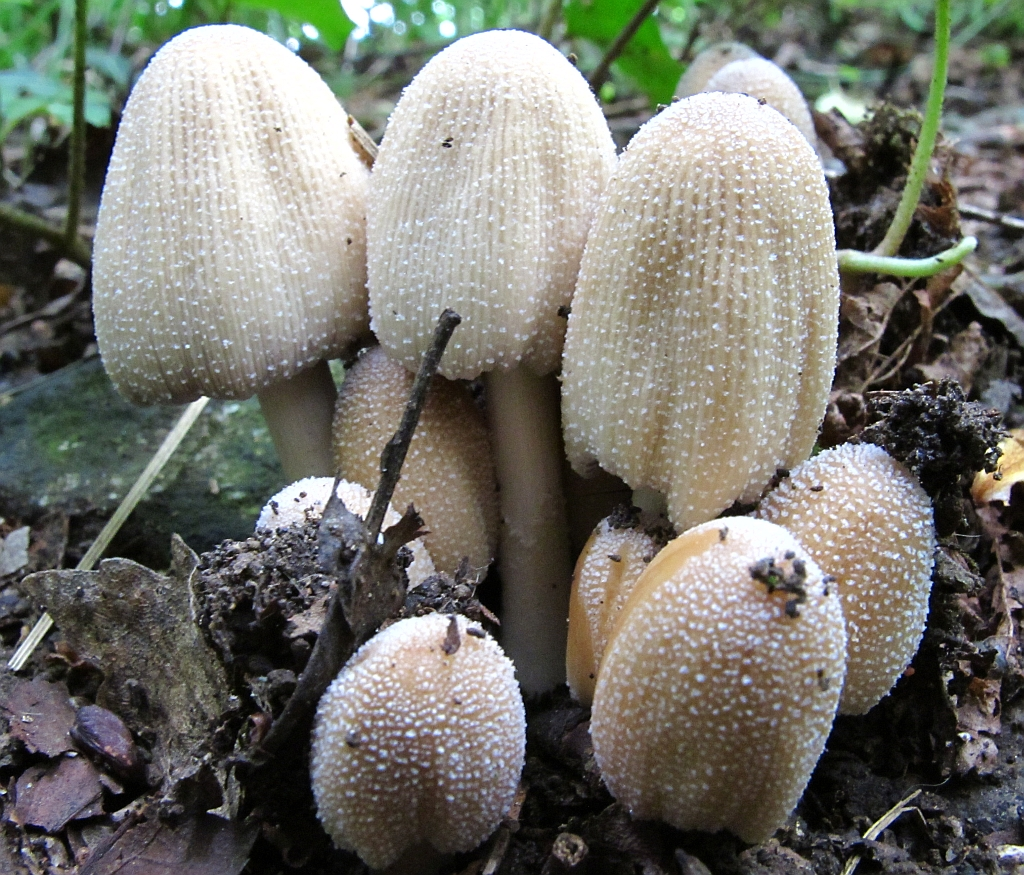
C. micaceus mai albicioși

## Confuzii
Bureții de mică ar putea fi confundat cu alte specii ale genului, de asemenea comestibile, dar toxice în legătură cu consumul de alcool, ca de exemplu: Coprinellus domesticusus, Coprinellus saccharinus,  Coprinopsis acuminata, Coprinopsis alopecia, Coprinopsis atramentaria, Coprinopsis cinerea, Coprinopsis lagopus, Coprinopsis romagnesiana și Coprinopsis variegata, dar, în stadiu tânăr și bătrân, de asemenea cu Coprinus comatus sau Coprinus sterquilinus.

## Ciuperci asemănătoare în imagini

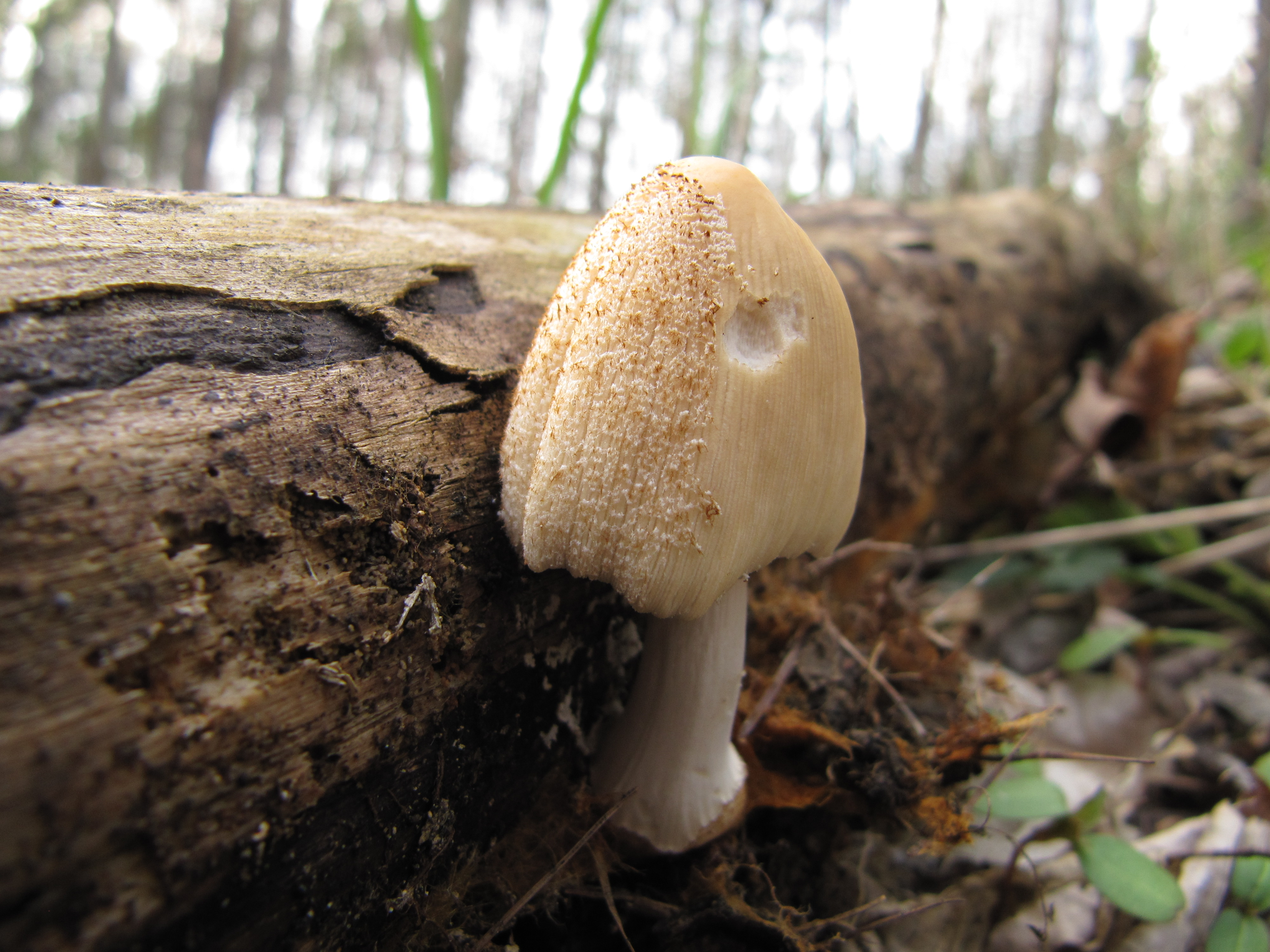
Coprinellus domesticus
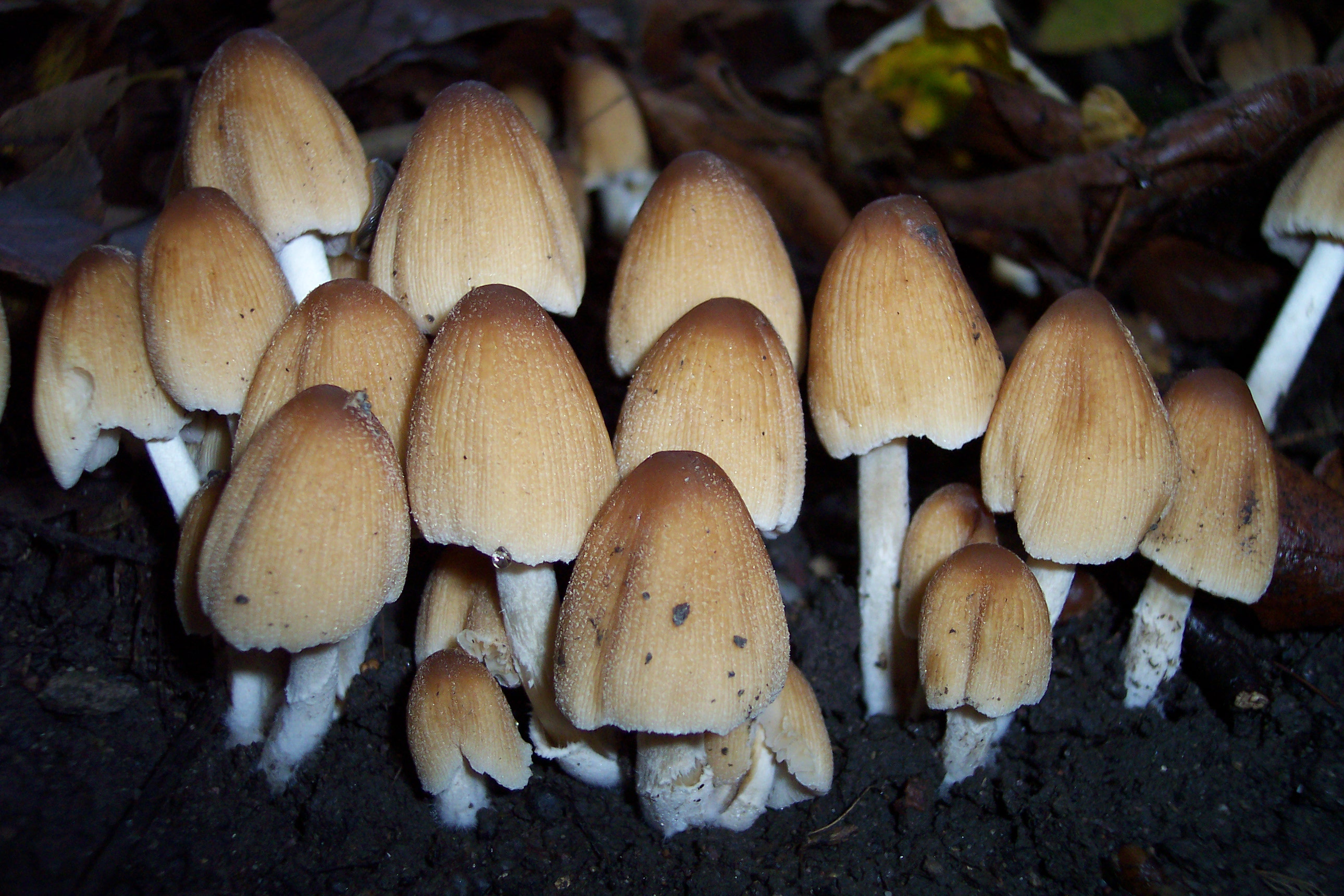
Coprinellus saccharinus
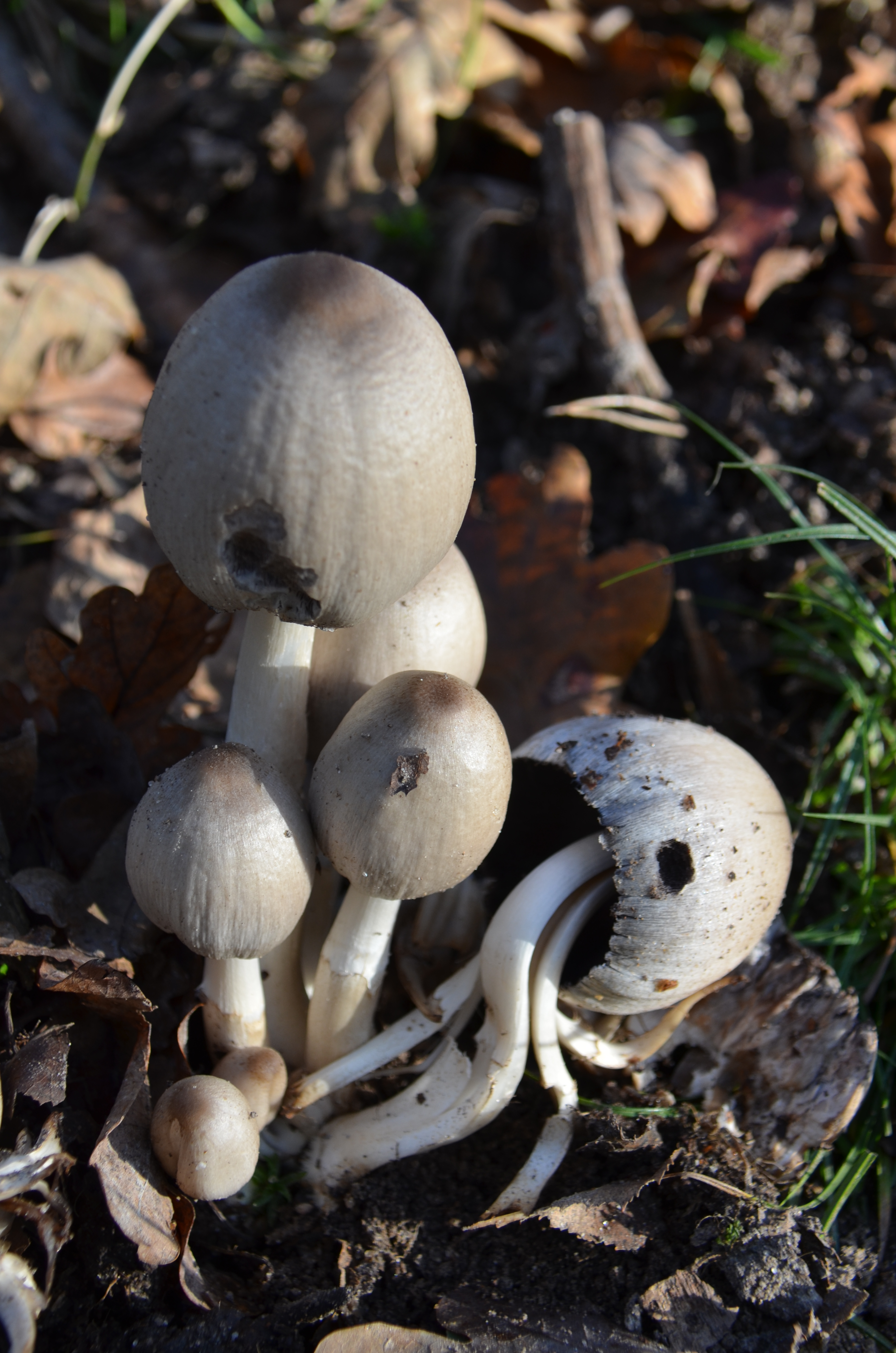
Coprinopsis acuminata
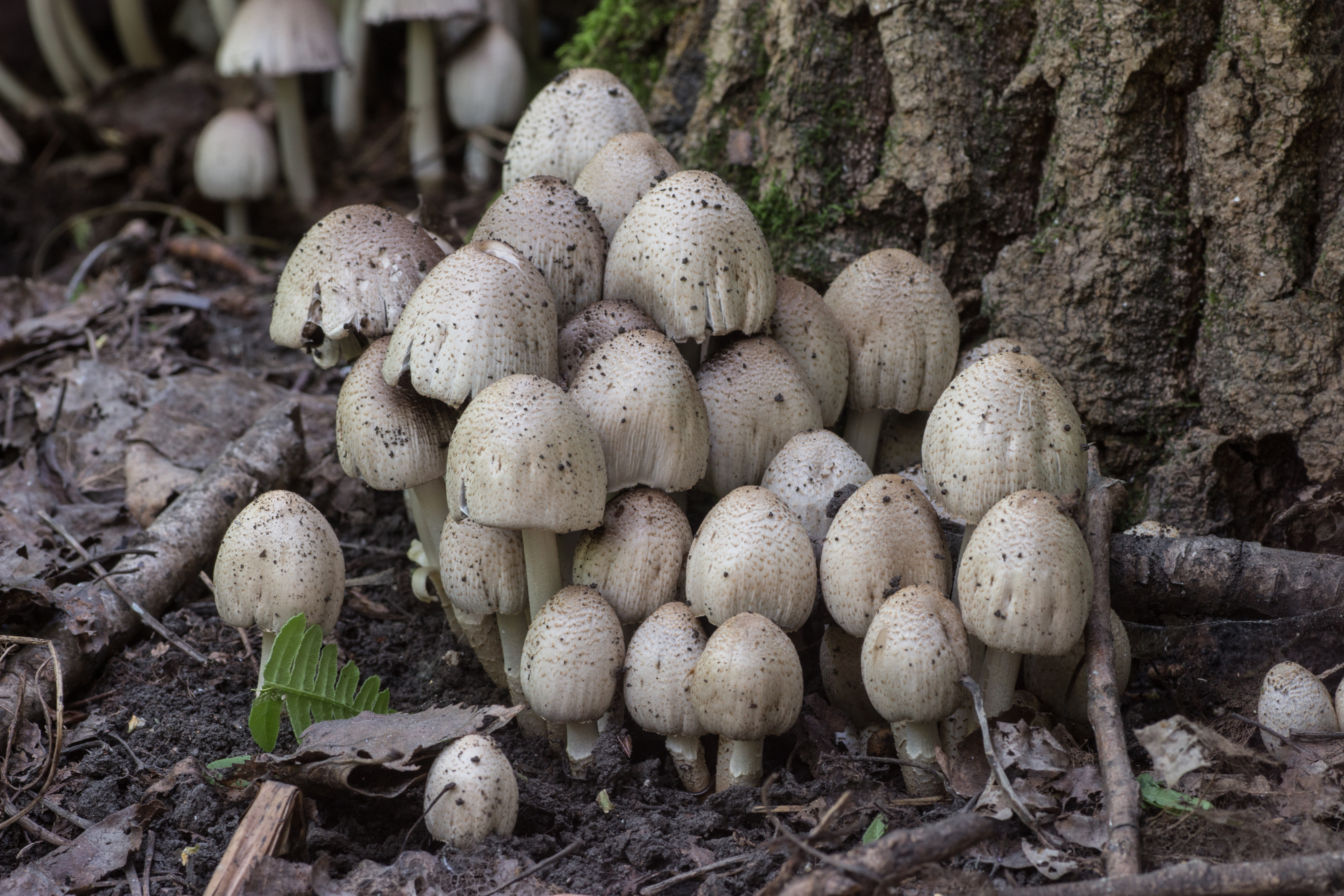
Coprinopsis alopecia
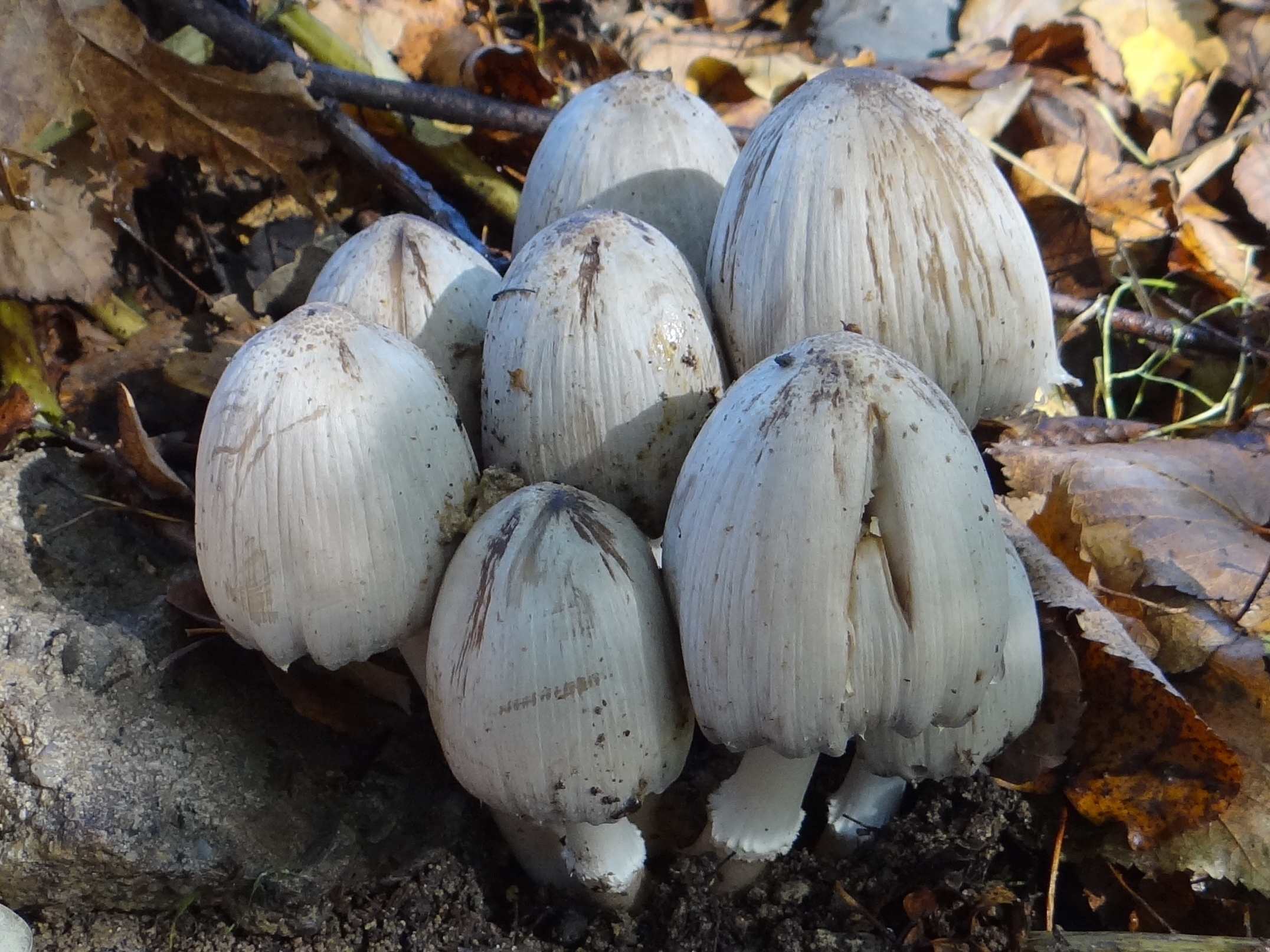
Coprinopsis atramentaria
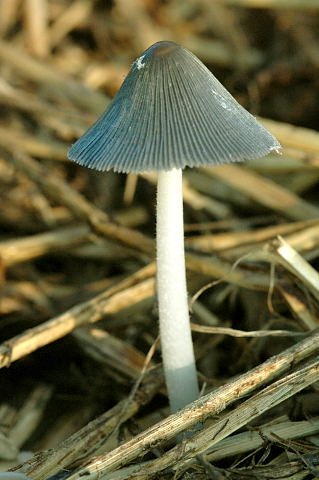
Coprinopsis cinerea
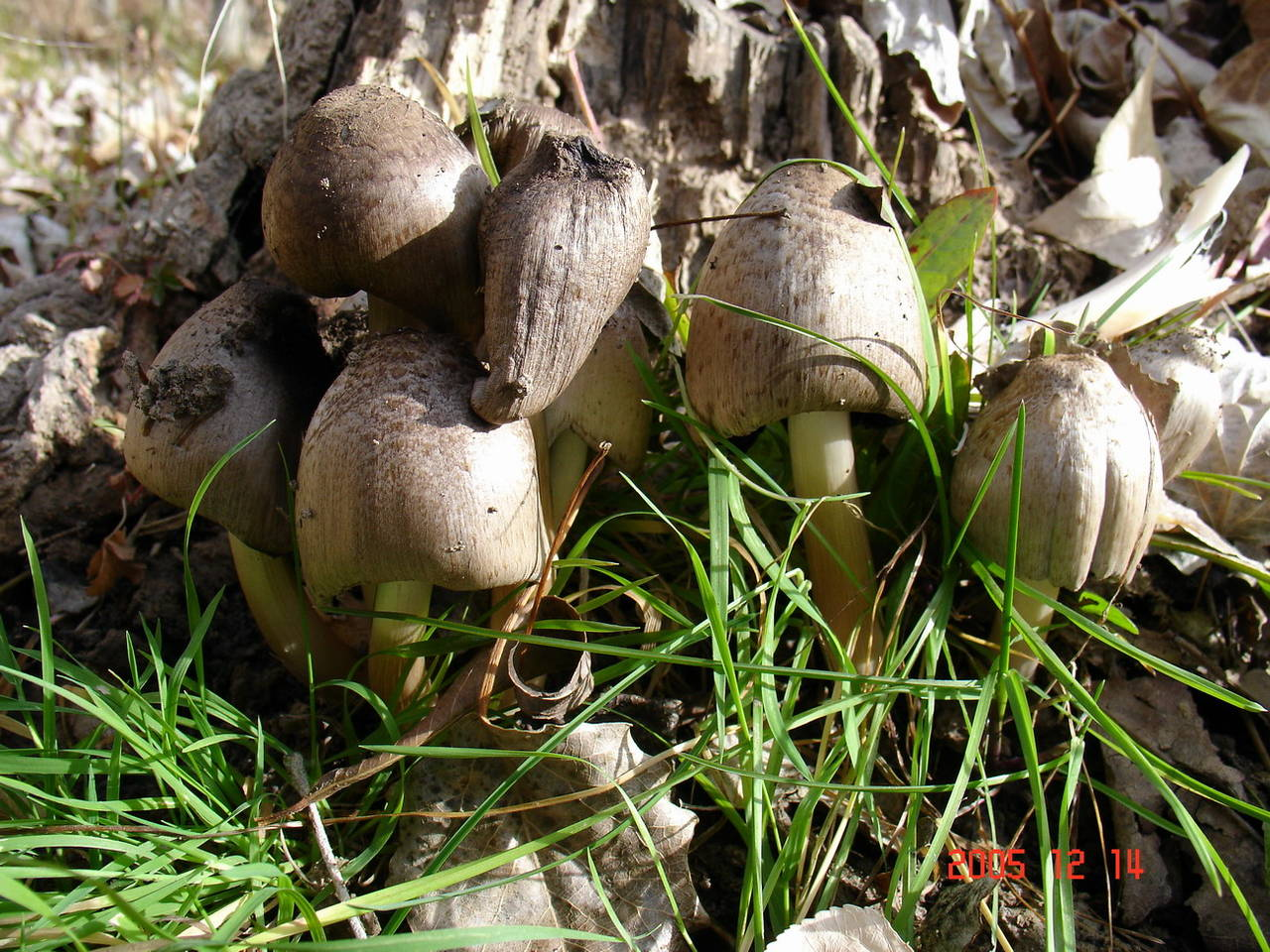
Coprinopsis romagnesiana
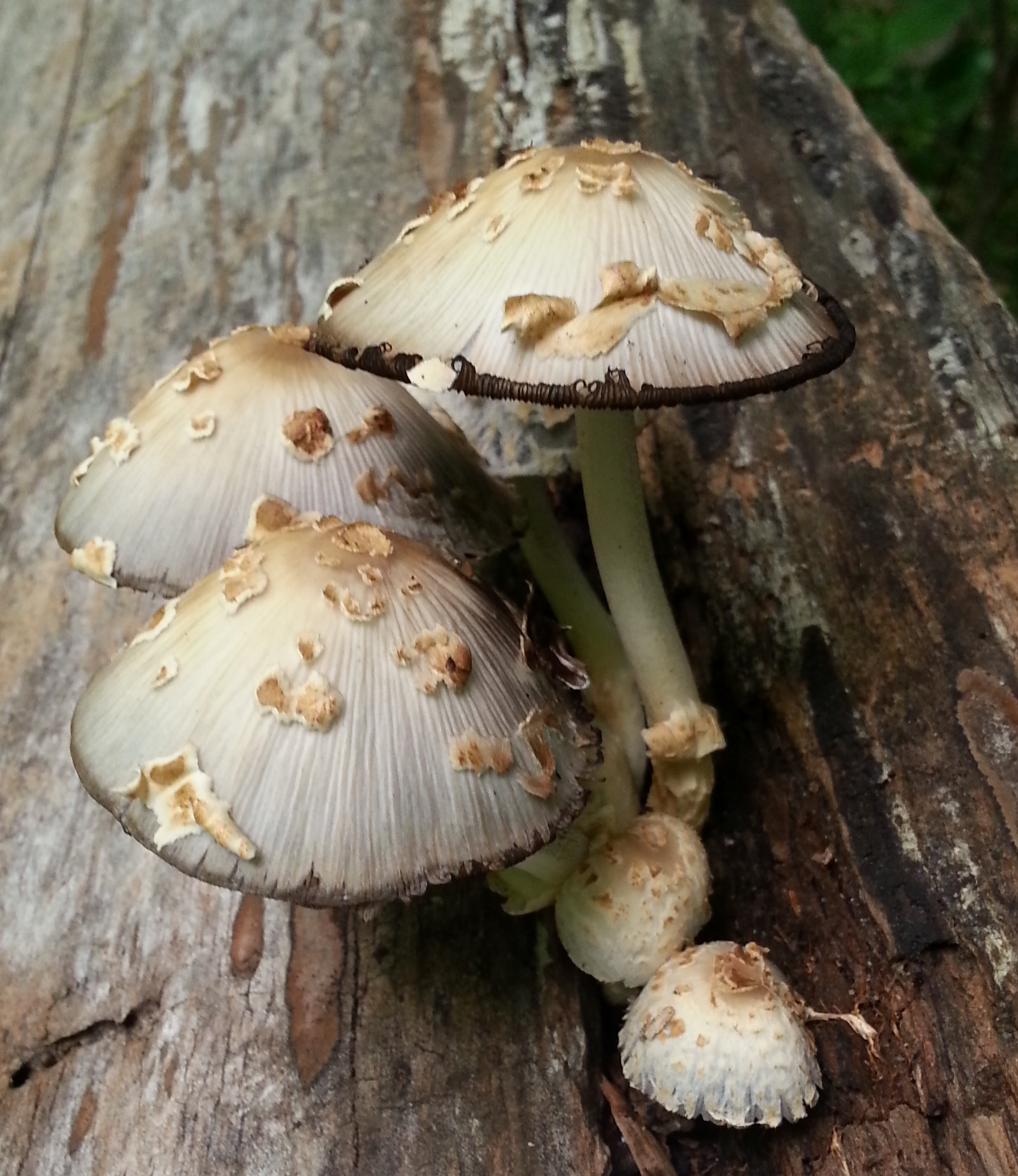
Coprinopsis variegata
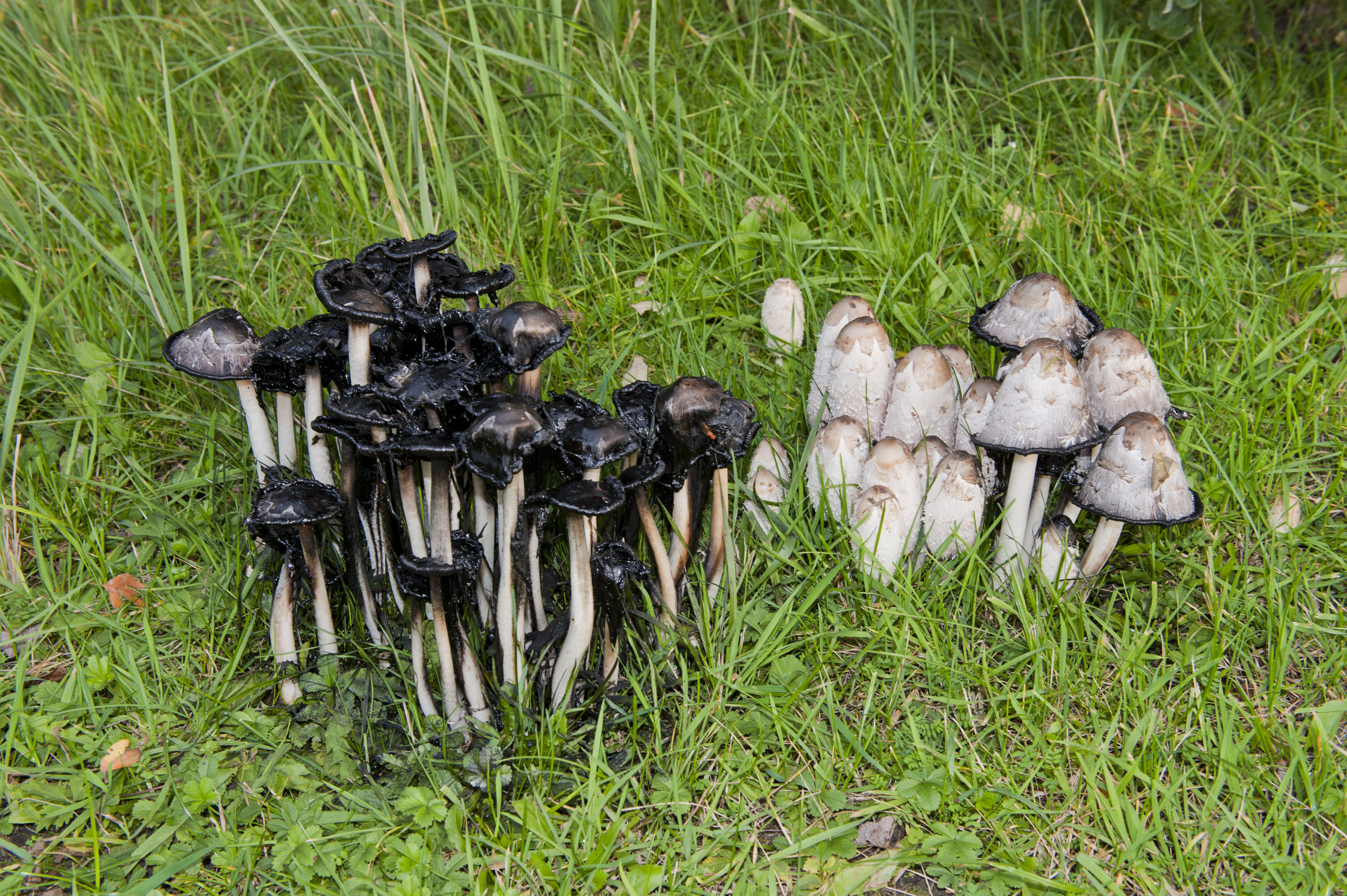
Coprinus comatus
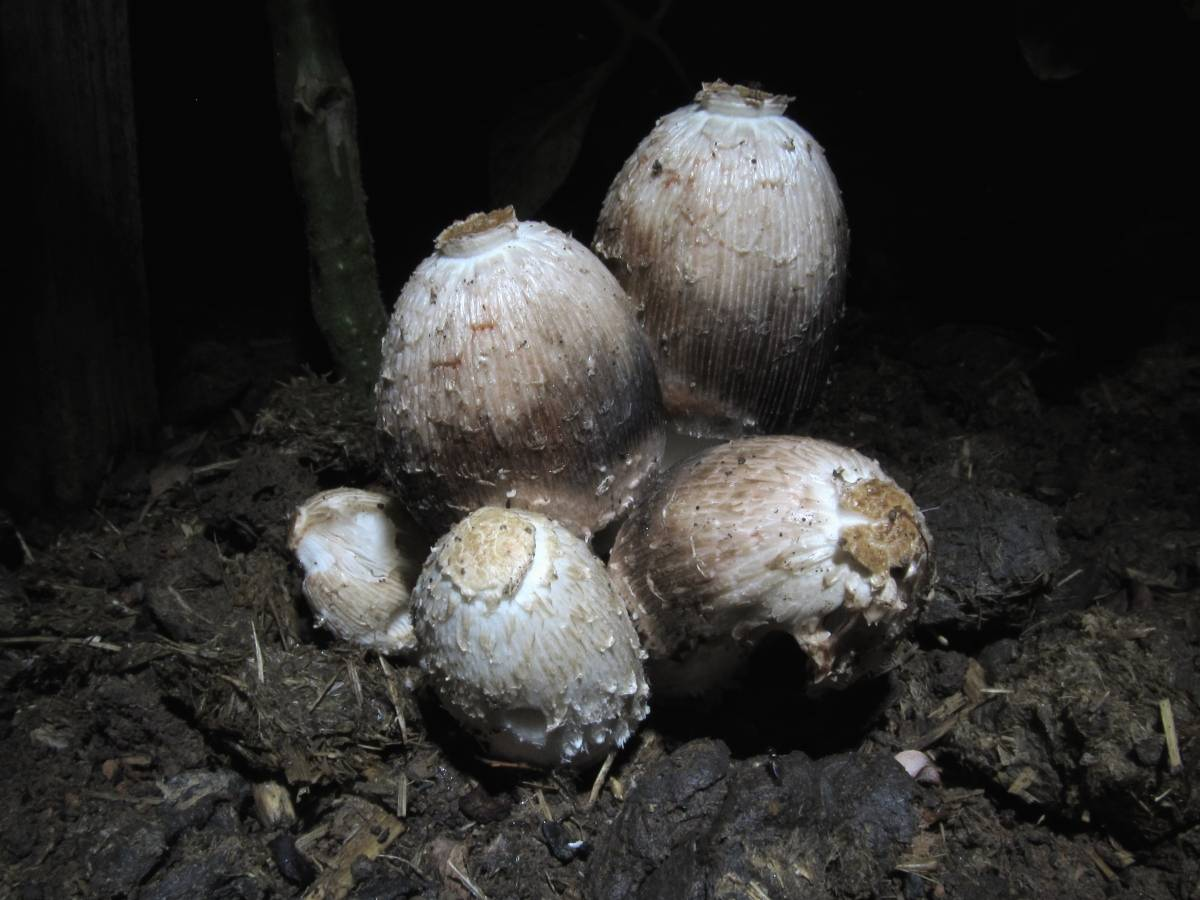
Coprinus sterquilinus

## Valorificare
Aceste ciuperci sunt de ingerat sub condiția să fie tinere. Atunci când lamele încep să se coloreze, ciupercile trebuie aruncate. Se mănâncă doar pălăria. Avantajos este mulțimea care se poate culege deodată. Totuși nu sunt foarte potrivite pentru consumul alimentar, pe de o parte fiindcă sunt fragile și se transformă foarte repede (de acea ar trebui fi preparate în decursul de maximal 1-2 ore), pe de alta devine toxică, dacă este consumat alcool timp de până la 72 de ore înainte și după  ingerarea ciupercilor, provocând sindromul coprinian din cauza coprinei, unei toxine care inhibă metabolismul alcoolului în organism, determinând acumularea de acetaldehidă, ca la Coprinopsis atramentaria (amănunte vezi acolo). De acea diverși micologi o văd fără valoare culinară. 
Dacă se urmează tutor precauțiilor, bureții pot fi mâncați într-o supă, de asemenea în legătură cu legume fine sau adăugați la jumări de ou, omletă precum sufleu ori folosiți pentru un foietaj cu șuncă sau într-o plăcintă, neavând însă calitatea de exemplu al buretelui cu perucă.